# Ploettnera solidaginis
Ploettnera solidaginis är en svampart som först beskrevs av De Not., och fick sitt nu gällande namn av B. Hein 1976. Enligt Catalogue of Life ingår Ploettnera solidaginis i släktet Ploettnera, ordningen disksvampar, klassen Leotiomycetes, divisionen sporsäcksvampar och riket svampar, men enligt Dyntaxa är tillhörigheten istället släktet Ploettnera, familjen Dermateaceae, ordningen disksvampar, klassen Leotiomycetes, divisionen sporsäcksvampar och riket svampar. Arten är reproducerande i Sverige. Inga underarter finns listade i Catalogue of Life.